# 1364

## Събития
- Град Пловдив е обсаден и пада под османска власт.

## Починали
- 8 април – Жан II, френски крал